# The Open University

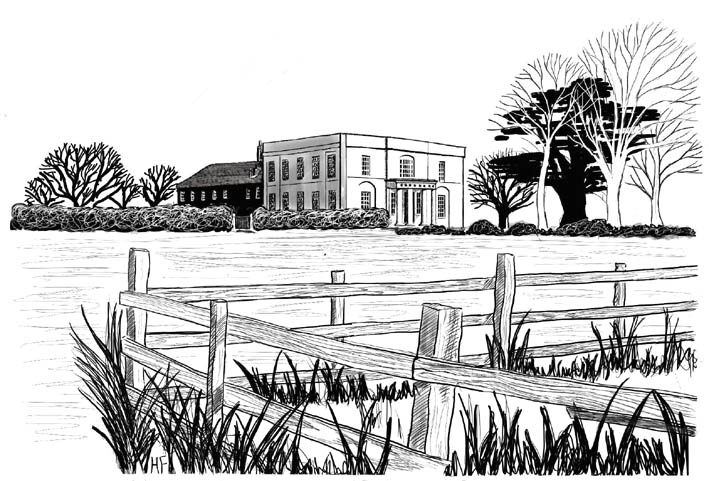
Walton Hall, sede da OU, em 1970, quando seria renovada para uso da nova universidade.(Artista: Hilary French)

The Open University (comumente chamada Open University e pela sigla OU) é uma universidade estatal, fundada e mantida pelo governo do Reino Unido.